# 콤소몰스카야역 (소콜니체스카야선)
콤소몰스카야역(러시아어: Комсомо́льская)은 모스크바 지하철 소콜니체스카야 선의 역이다. 1935년 모스크바 지하철이 개통될 때 최초로 개장한 역 중 하나다.

## 역사
콤소몰스카야 역은 1935년 5월 15일 처음 개통했다.

## 지리
콤소몰스카야 광장에 위치해 있다. 콤소몰스카야 광장 주위로 레닌그라드스키, 야로슬라브스키, 카잔스키 기차역이 자리잡고 있으며, 지리적으로 모스크바 교통의 중심지에 위치해 있다.

## 환승
이 역에서는 콜체바야 선으로 가는 콤소몰스카야 역으로 갈아탈 수 있다.